# Laurent Hallager
Laurent Hallager (1777-1825) est un médecin et lexicographe norvégien.
Il est né d'une famille danoise mais a grandi à Bergen. Il a étudié à Copenhague et obtient son diplôme de médecin en 1804. Il s'installe ensuite à Bergen.
Il publie en 1802 un dictionnaire Norsk ordsamling eller Prøve af  norske Ord og Talemaader, tilligemed et Anhang, indeholdende endel Viser, som ere skrevne i det norske Bondesprog qui recueille entre 6 et 7 mille mots, ce qui constituait à l'époque le plus grand dictionnaire norvégien publié. 
Le but de Laurent Hallager était que les gens comprennent les mots utilisés par les paysans et plus particulièrement par ceux qui voulaient devenir fonctionnaire en Norvège et qui ne comprenaient que le danois .
On trouve également dans ce dictionnaire un corpus de treize viser et un avant-propos qui est une introduction à la grammaire norvégienne.
On trouve également dans cet avant-propos l'idée que la vraie langue norvégienne (c'est-à-dire pas un danois légèrement modifié) se trouve à l'intérieur du pays, chez les paysans et les montagnards qui ont le moins de contact avec les villes.